# Title (命令)
在计算机领域中，title命令是更改图形版终端模拟器窗口标题的命令，存在于各种命令行解释器（殼層）中，例如Windows命令提示字元、Windows Embedded CE的命令处理器壳层，以及Take Command软件。该命令在DFS和ADFS中被用于更改当前驱动器的光盘标题。
在Windows命令提示符中，它是一个cmd.exe的殼層內建指令。默认的窗口标题定义在环境变量%COMSPEC%。不过，自从Win32控制台的标题可以在程序的快捷方式中定义，该标题通常被设置为“命令提示符”。此命令在Windows 2000及之后版本中可用。
尽管OS/2命令壳层与Windows命令提示符密切相关，但title在cmd.exe的OS/2版本中不可用。OS/2壳层窗口的默认标题是“OS/2 窗口”，可以使用start命令更改。
在Mac OS X的终端中，此命令不可用。而为echo命令使用特殊的转义序列可以做到同样目的。
在GNU GRUB命令处理器中，title是几个菜单命令之一，用来开始一个新的引导项。

## 语法
```
title 字符串
```

参数：
- 字符串 用于指定“命令提示符”窗口的标题。

## 例子
下列批次檔先将“命令提示符”窗口的标题更改为“正在更新文件”，然后执行copy命令。在命令执行完成后，使用echo命令显示“文件更新完成”，并将“命令提示符”窗口更改回“命令提示符”。
```
@
echo
 off

title
 Updating files

copy
 \\server\share\*.txt c:\documents\*.txt

echo
 Files updated

title
 Command Prompt

```

## 扩展阅读
- Stanek, William R. . 2004. ISBN 0-735-62038-5.